# Семь зверей Райлега
Семь зверей Райлега — цикл в творчестве российского фантаста Ника Перумова, который должен занять место «Хранителя Мечей». События разворачиваются уже в совершенно другой Вселенной. Миры в ней плоские, и их совокупность чем-то напоминает страницы книги, огромной, очень толстой, практически бесконечной книги. В повествование введены новые расы, хотя часть старых наименований (таких, как тролли, к примеру) сохранена, — как отмечено автором, «для удобства читателя». Есть и некроманты, хотя совершенно иные, чем в предыдущих книгах Перумова. В мире Райлег в ходу и взрывчатка и магия. Пули соперничают с классическими файерболами. И в этом мире появляется новый для автора тип героя.
По словам автора, «по первым, самым грубым прикидкам, цикл должен состоять самое меньшее из пяти книг, правда, каждая из них меньшего объёма, чем романы серии „Хранитель Мечей“. Впрочем, в последнем я не слишком уверен, поскольку сам „Хранитель Мечей“ изначально планировался как относительно короткая трилогия».

## Книги цикла
- Тёрн — первая книга серии, вышедшая в 2007 году.
- Алиедора — вторая книга цикла, вышедшая в 2009 году.
- Имя Зверя — третья часть цикла. Выход был запланирован на март 2011 года[2]. Но из-за кризиса, по решению издательства, книга выйдет в двух томах:
  1. Взглянуть в бездну — 22 марта 2011 года,
  2. Исход Дракона — планировавшаяся ранее как четвёртая часть цикла[2], 22 апреля 2011 года.